# Trechaleoides keyserlingi
Trechaleoides keyserlingi är en spindelart som först beskrevs av F. O. Pickard-Cambridge 1903.  Trechaleoides keyserlingi ingår i släktet Trechaleoides och familjen Trechaleidae. Inga underarter finns listade i Catalogue of Life.